# Katharina Lind
Katharina Lind (eigentlich: Roselind Vorlag) (* 4. Dezember 1936 in Neuwedell) ist eine ehemalige deutsche Schauspielerin.

## Leben
Lind absolvierte von 1955 bis 1958 eine Schauspielausbildung an der Hochschule für Film und Fernsehen Potsdam. Ihr Debüt als Theaterschauspielerin gab sie am Berliner Ensemble. Es folgten Theaterfestengagements am Theater Meiningen und am Theater Greifswald. Von 1961 bis 1970 arbeitete Lind als freischaffende Schauspielerin mit Gastengagements unter anderem am Deutschen Theater Berlin, wo sie mit Benno Besson arbeitete, und am Thüringer Landestheater Eisenach. Am Deutschen Theater spielte sie 1965, an der Seite von Eberhard Esche (Lancelot) und Rolf Ludwig (Alter Mann/Drache), unter der Regie von Benno Besson unter anderem die Elsa in der Märchenkomödie Der Drache von Jewgeni Schwarz. Von 1970 bis 1975 hatte sie ein weiteres Festengagement am Brandenburger Theater in Brandenburg an der Havel. Danach war sie wieder freischaffend tätig. 1971 spielte sie Rolle der Mrs. Foran in DDR-Erstaufführung der Tragikomödie Der Preispokal (The Silver Tassie) von Seán O’Casey.
Lind debütierte Anfang der 1960er Jahre in Rollen junger Mädchen bei der DEFA und beim DFF. So spielte sie die Rolle der Margot in dem Gegenwartsfilm … und deine Liebe auch. Insbesondere bleibt ihre „widerborstige Pechmarie“ in dem Märchenfilm Frau Holle in Erinnerung. Lind, die die faule Tochter der Witwe so spielen musste, dass sich auch Kinder mit ihr identifizieren können, erwies sich hierbei als Vertreterin des „im Film seltenen Typ[s] der weiblichen Charakterkomiker.“ Die Berliner Zeitung schrieb hierzu anlässlich der DVD-Veröffentlichung von Frau Holle: „Katharina Lind ist als Pechmarie so schnippisch und faul, dass zuschauende Kinder den nächsten Morgen nur noch fröhlich und fleißig angehen wollen.“ 1964 spielte sie das Mädchen Lies in dem Märchenfilm Die goldene Gans. Später wechselte Lind ins Mütterfach. So übernahm sie unter der Regie von Egon Günther die Mutter Gastl in Abschied, einer Verfilmung des Romans Abschied von Johannes R. Becher. Ein Szenenfoto mit Lind sowie mit Rolf Ludwig, Heidemarie Wenzel und Jan Spitzer aus dem Film Abschied wurde 1994 in dem Text- und Bildband Das zweite Leben der Filmstadt Babelsberg. DEFA-Spielfilme 1946–1992 im Henschel-Verlag veröffentlicht. 1971 spielte sie gemeinsam mit Marylu Poolman in dem Spielfilm KLK an PTX – Die Rote Kapelle.
Lind arbeitete auch als Sprecherin für Dokumentarfilme, Hörspiele und als Synchronsprecherin. 1961 wirkte sie in einer Hörspielfassung des Rundfunks der DDR in dem Drama Tod eines Handlungsreisenden mit.
Nach der Wende beendete sie ihre Schauspielkarriere. Sie lebt heute zurückgezogen in Berlin.

## Filmografie (Auswahl)
- 1957: Wo Du hin gehst… (als Roselind Vorlag)
- 1960: Notwendige Lehrjahre (Selbst, Dokumentarfilm)
- 1961: Der Tag des Ludger Snoerrebrod (TV)
- 1961: Napoleon in New Orleans (TV)
- 1962: … und deine Liebe auch
- 1963: Es geht nicht ohne Liebe (TV)
- 1963: Frau Holle
- 1963: Die man schuldig spricht (TV)
- 1964: Die goldene Gans
- 1968: Anna Karenina
- 1968: Abschied
- 1971: KLK an PTX – Die Rote Kapelle
- 1974: Liebe mit 16
- 1980: Glück im Hinterhaus
- 1980: Radiokiller (TV)
- 1981: Karl Friedrich Schinkel – Dem Baumeister zum 200. Geburtstag (Sprecherin)
- 1984: Mensch, Oma! (TV-Serie), Episode „Kinder, Kinder ...!“
- 1990: Sehnsucht
- 1991: Wunderjahre (TV)

## Theater
- 1964: Peter Hacks (nach Offenbach/Meilhac/Halévy): Die schöne Helena – Regie: Benno Besson (Deutsches Theater Berlin – Kammerspiele)
- 1965: Jewgeni Schwarz: Der Drache (Elsa) – Regie: Benno Besson (Deutsches Theater Berlin)

## Hörspiele
- 1961: Klaus Glowalla: Mordprozeß Consolini – Regie: Fritz-Ernst Fechner (Hörspiel – Rundfunk der DDR)